# Dulolong
Dulolong is een bestuurslaag in het regentschap Alor van de provincie Oost-Nusa Tenggara, Indonesië. Dulolong telt 1565 inwoners (volkstelling 2010).